# Закинтос
Закинтос (грч. Ζάκυνθος, итал. Zacìnto) или Занте (грч. Τζάντε, итал. Zante), треће по величини, од седам већих јонских острва, а уједно и једно од најлепших грчких острва. Закинтос лежи у јужном делу Јонског мора, које је део Средоземног мора. Острво са неколико суседних малих острва чини префектуру Закинтос, а главно насеље на острву, истоимени град Закинтос, је њено управно средиште.
Округ Закинтос је успостављен 2011. године на месту некадашње префектуре, која је имала исти назив, обухват и границе. Она се састоји из једне општине, општине Закинтос, која обухвата острво Закинтос и околна острвца и хриди.

## Положај острва
Острво Закинтос се налази на крајњем западу државе Грчке, а у југоисточним делу Јонског мора. Од копна (западног Пелопонеза) острво је удаљено око 25 km ка западу. Најближе друго Јонско острво је Кефалонија на 20 km ка северу. Ка западу и југу је отворено море.

## Природни услови
На Закинтосу се разликују поједини делови по рељефу. Јужни део је нижи и равнији, тиме и плоднији, док је север планински, сув и огољен. Ту се и налази највиши врх острва, Врахионас (758 m н. в.). Површина острва је 409 km, при чему је највећа дужина око 40 km, а ширина око 20 km. Укупна дужина обале 123 km. Обала није јако разуђена и највећи облици на њој су омањи заливи и плаже. Већина плажа је у вису жала, до 100 m дужине, окружена окомитим литицама.
Клима на острву је средоземна са дугим и толим летима и благим и кишовитим зимама. Биљни и животињки свет је особен за Средоземље. Културе се гаје у неколико малих долина - маслина, винова лоза, агруми, поврће и воће.

## Историја
Захваљујући археолошким налазима данас се зна да је Закинтос био насељен још у време праисторије. Први пут Закинтос је споменут у Хомеровом делу Илијади. Историјски гледано, први помен острва везан је за његово освајање од стране краља Аркеизија, владара суседне Кефалоније. После њега, острво је освојио легендарни Одисеј. После тога острво се осамосталило и постало полис, чије уређење није било уздрмано дуже од 650 година.
У 2. веку п. н. е. Закинтос освајају Римљани, а у средњем веку наслеђују их Византинци. Међутим, како су Закинтос и остала Јонска острва била на самом ободу царства и отворена ка Италији, Млечани их први пут освајају још у 13. веку. Ово је сачувало Закинтос од дуге и тешке отоманске владавине, која је вековима владала већим делом данашње Грчке. Током овог раздобља дошло је до снажног утицаја Запада на живот острва (архитектура, ношња, говор). И поред тога месно становништво је сачувало грчки језик и православну веру. Почетком 19. века управу на острвом преузима Велика Британија и Британци га називају "Занте“. Под Великом Британијом ће острво бити до 1864. г., када се враћа матици, тј. новооснованој држави Грчкој.
Током Првог и Другог светског рата острво није било уништавано, али је зато било тешко погођено земљотресом из 1953. г. Веома мало зграда је преживело земљотрес, али су нове грађене по строгим прописима, тако да новији земљотреси нису направили много штете.

## Становништво
Претежно становништво на острву Закинтос су Грци, мада поред њих има настањених некадашњих туриста, као и досељеника-странаца, који раде у туристичкој привреди острва. По последњем попису из 2001. г. острво има 38.596 ст., при чему 1/3 живи у граду Закинтосу. Кретање становништва на острву било је следеће:
- 1900. г. - 42.000 становника.
- 1981. г. - 30.011 становника.
- 1991. г. - 32.556 становника.
- 2001. г. - 38.596 становника.
- 2007. г. - 41.500 ст. (процена)

Све ово говори да је последњих година број становника острва у сталном порасту, по чему Закинтос спада у најбрже растуће префектуре у Грчкој. Занимљиво је и то да је пораст становништва особен како за град Закинтос тако и за села.

## Привреда
Закинтос спада у богатија острва Грчке. Захваљујући већој влажности пољопривреда је развијена и савремена, посебно на нижем и равнијем југу. Доминирају маслине и агруми. Острво је посебно познато по тзв. "Закинтоској рибизли".
Занати су традиционално развијени, чему је допринела и блиска веза острва са богатијим Западом.
Туризам се развија још од краја 19. века, а данас је он високо развијен. Посебно су привлачне бројне мале плаже са финим песком, уоквирене литицама са страна. Постоје и изванредне могућности за роњење, јер је околно море изузетне чистоће. Град Закинтос нуди обиље садржаја и буран друштвени живот.
На Закинтосу постоји међународни аеродром, посебно прометан током летње туристичке сезоне, а постоје и сталне везе фериботом са најближим лукама на Пелопонезу.